# Comuna Mihăești, Olt
Mihăești este o comună în județul Olt, Muntenia, România, formată din satele Bușca și Mihăești (reședința).

## Demografie
Componența etnică a comunei Mihăești
     Români (95,88%)
     Alte etnii (0%)
     Necunoscută (4,12%)
Componența confesională a comunei Mihăești
     Ortodocși (94,43%)
     Adventiști (1,14%)
     Alte religii (0,31%)
     Necunoscută (4,12%)
Conform recensământului efectuat în 2021, populația comunei Mihăești se ridică la 1.311 locuitori, în scădere față de recensământul anterior din 2011, când fuseseră înregistrați 1.678 de locuitori. Majoritatea locuitorilor sunt români (95,88%), iar pentru 4,12% nu se cunoaște apartenența etnică. Din punct de vedere confesional, majoritatea locuitorilor sunt ortodocși (94,43%), cu o minoritate de adventiști (1,14%), iar pentru 4,12% nu se cunoaște apartenența confesională.

## Politică și administrație
Comuna Mihăești este administrată de un primar și un consiliu local compus din 9 consilieri. Primarul, Dincă Tomescu[*], de la Partidul Național Liberal, este în funcție din 1 noiembrie 2024. Începând cu alegerile locale din 2024, consiliul local are următoarea componență pe partide politice:
|  | Partid                    | Consilieri | Componența Consiliului | Componența Consiliului | Componența Consiliului | Componența Consiliului | Componența Consiliului | Componența Consiliului |
|  | ------------------------- | ---------- | ---------------------- | ---------------------- | ---------------------- | ---------------------- | ---------------------- | ---------------------- |
|  | Partidul Național Liberal | 6          |                        |                        |                        |                        |                        |                        |
|  | Partidul Social Democrat  | 3          |                        |                        |                        |                        |                        |                        |